# Wilno (okręg)
Wilno (niem. Verwaltungsbezirk Wilna) – okręg administracyjny utworzony pod koniec 1915 r. w ramach zarządu Ober-Ost na okupowanych przez wojska niemieckie obszarach części dawnej guberni wileńskiej. 1 maja 1916 r. został połączony z dotychczasowym okręgiem Suwałki w okręg Wilno-Suwałki.